# بنو خالد (قبيلة)
بَنُو خَالِد هي قبيلة بدوية عربية، توجد حاليًا في المنطقة الشرقية بالمملكة العربية السعودية، وكانت دولتهم تمتد من حدود عُمان جنوبًا إلى حُدود البصرة شمالًا، بالإضافة إلى منطقة القصيم ومنطقة الجوف ونجد وغيرها، ولها وجود في عدد من الدول العربية؛ هي: الكويت والبحرين وقطر والإمارات والعراق والأردن وفلسطين ومصر.

## نسب قبيلة بني خالد
ذكر في نسب بني خالد عدد من الأقوال؛ أبرزها:
1. أنهم قبيلة من بني ربيعة بن عامر بن صعصعة من قبيلة هوازن.[2]
2. أنهم قبيلة من بني غزية من قبيلة طيء.[3]
3. أنهم قبيلة من ذرية خالد بن الوليد من بني مخزوم من قبيلة قريش.[4]

وقد ذكر عدد من النسّابين من قبيلة قريش انقطاع نسل وذرية خالد بن الوليد وانقراض ولده، وأن قريبه أيوب بن سلمة بن عبد الله بن الوليد بن الوليد بن المغيرة المخزومي القرشي ورث أموال خالد بن الوليد بن المغيرة، بعد موت آخر نسله.
وأقدم نص تاريخي ذكرت فيه قبيلة بني خالد هو ما أورده ابن الأثير في كتابه "الكامل في التاريخ"، مُتَحدِّثًا عن أحداث سنة 513 هـ، قائلًا: (طائفة من طيء يعرفون بِبَني خالد)؛ ذكر أن منازلهم قرب بحيرة طبرية في فلسطين، ولكنَّ بني خالد التي ذكرها ابن الأثير هُنا ليس بالضرورة أن تكون هي قبيلة بني خالد الحالية.

### قبائل متشابهة في الاسم
- بني خالد أحدى قبائل بلحارث أهل ترج.
- بني خالد من الطلوح من جميل من هذيل أهل الشفا.

## وصفهم
حتى عام 1830م كانت قبيلة بني خالد تحكم الأحساء، تحت سيادة تركية رمزية، وكان بنو خالد ممَّن يربُّون الخيول والقطعان، وقد تفوقوا على غيرهم في ذلك، كما تفوقوا في مجال الزراعة التي يزاولونها أكثر من معظم البدو، وتُعرَف خيامهم بحجمها الكبير، وكان لباسهم هو العباءات الحساوية ذات الخامة الرفيعة، ويُقدِّر مؤرخون عدد أفراد القبيلة بحوالي 14,000 نسمة، وقد جاء ذكر بني خالد في كتاب دليل الخليج للوريمر كالآتي:
بنو خالد أو الخوالد مفردها خالدي، هي قبيلة عربية تقيم في شرق الجزيرة العربية، وكانت تنتشر في الماضي على بقعة واسعة، ولكن معظم أفرادها يقيمون الآن في سنجق الحسا، وتغلب عليهم صفة البداوة، ولكنهم يتحولون إلى حياة الاستقرار شيئًا فشيئًا.
يقيم عرب بني خالد الرُّحّل في الجزء الشمالي من منطقة البياض، ويتنقلون في الأجزاء الجنوبية من حبل، كما أن لهم انتشارًا في أراضي الكويت، ويصلون أحيانًا إلى مدينة الكويت ليتزودوا بالمؤن، ولهم مستوطنات دائمة في كل من جزيرة جنة والمسلمية وتاروت.، وبعد تأسيس الدولة السعودية أقاموا قريتين على البر الرئيسي؛ إحداهما قرية أم الساهك في واحة القطيف، والثانية هي قصر الصبيح في البياض، وبعضهم في الجشة والكلابية في واحة الأحساء، وفي القرى الدائمة في وادي المياه، كما يقيم قليل منهم في البحرين بصفة دائمة، والبعض الآخر في مدينة الكويت. ولدى بعضهم زيارات سنوية منتظمة على عنك، ويمكن اعتبارهم مستقرين هناك بصفة جزئية، ويُرجّح أن بني خالد لهم انتشار ضئيل في ملحم، والعارض، وزلفى في السدير وعنيزة وقصيبة، وربما خب وقصيعة في القصيم وقويعية في الصحراء الجنوبية الغربية. ويتبع بنو خالد المذهب المالكي على خلاف جيرانهم من الحنابلة السنيين، وقد تطرق لصفاتهم وبعضٍ من عاداتهم الشاعر عبد الله عبد الرحمن العصمي العتيبي في إحدى قصائده:

## التّاريخ

### أمراء الجُبور
| القائمة | القائمة | القائمة      | القائمة                  |
| # | اللقب   | الحاكم       | فترة الحكم               |
| --- | ------- | ------------ | ------------------------ |
| فترة التَّأسيس (820 – 874هـ / 1417 – 1470م) |         |              |                          |
| 1 | الشَّيخ   | زَامِل بن حُسَيْن | 820 – 870هـ 1417 – 1465م |
| 2 | الأمير  | سَيْف بن زامل  | 870 – 874هـ 1465 – 1470م |
| العصر الذَّهبي (874 – 927هـ / 1470 – 1521م) |         |              |                          |
| 3 | السُّلطان | أَجْوَد بن زامل | 874 – 902هـ 1470 – 1497م |
| 4 | السُّلطان | مُحَمَّد بن أجود | 902 – 917هـ 1497 – 1511م |
| 5 | السُّلطان | صَالِح بن سيف  | 917 – 922هـ 1511 – 1516م |
| 6 | السُّلطان | مُقْرَن بن زامل | 922 – 927هـ 1516 – 1521م |
| فترة السُّقوط (927 – 932هـ / 1521 – 1526م) |         |              |                          |
| 7 | السُّلطان | عَلِيُّ بن أجود  | 927هـ – 1521م            |
| 8 | السُّلطان | نَاصِر بن مُحمَّد | 927 – 930هـ 1521 – 1524م |
| 9 | السُّلطان | قَطَن بن علي   | 930 – 931هـ 1524 – 1525م |
| 10 | السُّلطان | عليُّ بن قَطَن   | 931هـ – 1525م            |
| 11 | السُّلطان | غُصَيْب بن زامل | 931 – 932هـ 1525 – 1526م |
| سقوطُ الدَّولة الجَبْرية سنة 932هـ/1526م في الأحساء، واستمر الجبور في عملياتهم السياسية على مناطق أخرى خارج الأحساء، مثل أوال والقطيف وقطر ونجد وعُمان. |         |              |                          |

بعد سقوط إمارة الجبور الخوالد تَحالف بنو خالد مع الأتراك لِطرد البرتغاليين من الخليج ومن ثم تولى الأتراك شؤون الخليج 70 سنة، ثار بعد ذلك بنو خالد على الأتراك بقيادة آل حَميد واستولوا على الأحساء وامتدت إمارتهم لحدود البصرة شمالاً وأطراف عُمان جنوباً بالإضافة إلى نجد
اشتهر بنو خالد في الجزيرة العربية خصوصاً بعد أن قيل في أمير الخوالد حاكِم الأحساء «بن عريعر حامي بيض القطا» وأخرى «حامي بيض النعام».

### أمراء آل حُمَيد
| القائمة                  | القائمة                             | القائمة                    | القائمة |
| الإمارة الخالدية الأولى  | الإمارة الخالدية الأولى             | الإمارة الخالدية الأولى    | الإمارة الخالدية الأولى |
| #                        | الأمير                              | فترة الحُكم                 | نُبذة |
| ------------------------ | ----------------------------------- | -------------------------- | --- |
| 1                        | برَّاك بن غُرَيْر                        | 1079 - 1093هـ 1669 - 1683م | أوّلُ أمير خالدي من آل حُميد يحكمُ الأحساء حكمًا عربيًّا مباشرًا بعد استسلام الحامية العُثمانية له وأتخذ المبرّز عاصمةً للدولة وبنى قصرًا ومسجدًا باسمه. |
| 2                        | مُحمَّد بن غُرَيْر                        | 1093 - 1102هـ 1683 - 1691م | تعرضت الدولة في عهده للجراد والطاعون واستطاعَ توسيعَ نفوذ الإمارة وتثبيت أركانها السِّياسية وتُنسب له السُّلالة المُحمَّديّة. |
| 3                        | ثُنيَّان بن برَّاك                       | 1102هـ 1691م               | حكمَ مُدة عامٍ واحدٍ فقط مُحاولًا توسعة نُفوذ الإمارة لكنه قُتل في إحدى غزواته. |
| 4                        | سَعْدون بن مُحمَّد                       | 1102 - 1135هـ 1691 - 1723م | تنعمت الإمارة بأمانٍ واستقرار في عهده ويعد بعض من المؤرخين فترة حُكم سعدون عصرًا ذهبيًا للإمارة وكان له نفوذًا قويًا في منطقةِ نجد وكانت له مدفعية يستخدمها لضرب المُدن وفي عهدهِ استوطنَ العُتوب منطقة الكُوَيت ووفرَ لهم الحماية.                                     |
| 5                        | عليّ بن مُحمَّد                         | 1135 - 1148هـ 1723 - 1736م | تنازعَ مع أبناء أخيه على السُّلطة لينتهي الأمر في استيلائه على السُّلطة وشكلَ تحالفٌ عسكريًا مع شريف مكة ضد قبيلة الظّفير. |
| 6                        | سُلَيمان بن مُحمَّد                      | 1148 - 1165هـ 1736 - 1752م | وصلت الإمارة في عهده إلى أقصى اتساعٍ جغرافي لتصل إلى حدود العِراق والشّام واشتهر في حادثته مع الإمام مُحمّد بن عبد الوّهاب فقد كان مُعاديًا لدعوته وأمر بطرده من العيينة.                                                                                         |
| 7                        | عُرَيْعر بن دُجَين                       | 1165 - 1188هـ 1752 - 1774م | استطاع تثبيت أركان الدولة بعد نزاعاتٍ داخلية واشتهر بكونه من الأمراء الذين حاربوا دعوة محمد بن عبد الوهاب وإمارة الدّرعية حيثُ خاضَ ثلاث حملاتٍ كُبرى ضد الدّرعية واستعان بقلة من المُساعدات من قبائل نجد ونجران ولكن حملاته بائت بالفشل وتُنسب له سلالة آل عريعر. |
| 8                        | بِطين بن عُرَيْعر                       | 1188هـ 1774م               | حكمَ الإمارة لأقل من سنة وتراجع عن مُحاربة الدّرعية ومات مخنوقًا من إخوانه. |
| 9                        | دُجَين بن عُرَيْعر                       | 1188هـ 1774م               | حكمَ الإمارة لأقل من سنة ومات مسمومًا ويُعتَقد أن أخاه سعدون هو الذي سمَّه. |
| 10                       | سَعْدون بن عُرَيْعر                      | 1188 - 1200هـ 1774 - 1785م | خلال حُكمه تعرضت الدولة لخسائر جغرافية كبيرة وحاولَ استرداد قوة الدولة ولكنه فشل وفرَّ إلى الدّرعية بعد انقلاب خاله عبد المحسن واخوته بمساعدة قبيلة المنتفق على حُكمه.                                                                                          |
| 11                       | دُوَيْحِس بن عُرَيْعر و عبد المحسن السِّرداح | 1200 - 1204هـ 1785 - 1789م | خاضوا معارك عديدة مع الوَّهابيين ولكنهم هُزموا في إحدى المعارك مما أدى إلى فرارهم وفي عهدهم حدثت اضطرابات أدت إلى تقسيم الدولة إلى جزئين. |
| 12                       | زَيد بن عُرَيْعر                        | 1204 - 1208هـ 1789 - 1792م | استطاع أن يجمع وحدة بني خالد وأن يقاومَ غزو الوّهابيين للأحساء ولكنه فشل ودخلَ برّاك بن عبد المحسن والموالين له المبرّز ونصبَ نفسه أميرًا على بني خالد فغادرَ زيد إلى العراق.                                                                                     |
| 13                       | برَّاك بن عبد المحسن السِّرداح          | 1208 - 1211هـ 1792 - 1796م | بعد وصولِ الجيوش الوَّهابيّة إلى أبواب مُدن الأحساء هربَ برّاك من المبرّز وقيلَ أنه قُتل في إحدى غارات الوهابيين ويُعدُّ آخر الأمراء الخوالد من آل حُميد. |
| الإمارة الخالدية الثانية |                                     |                            | |
| #                        | الأمير                              | فترة الحُكم                 | نُبذة |
| 1                        | ماجد بن عُرَيعر                       | 1245 - 1234هـ 1819 - 1830م | تولى الإمارة في منطقة الأحساء سنة 1820 بعد خروج الجيش المصري منها، وتولى أخيه محمد الإمارة في منطقة القطيف، وأستمر حكمهما في المنطقة ما يقارب 10 سنوات، كانت نهايته ونهاية أخيه في معركة السبية عندما واجه آل سعود وقُتل في المعركة.                       |

## معارك بني خالد
- عام 900 هـ أجود بن زامل الجبري الخالدي يغزو بعض القبائل.
- عام 929 هـ في هذه السنة غزا أجود بن زامل من الأحساء بجنود كثيرة من الحَاضِرَة والبادِيَة وصبح بوادي زعب والعوازم وهتيم على ثاج وغنم منهم شيئاً كثيراً وقتل عدة رجال من الفريقين ثم توجه إلى نجد وقاتل الدواسر على الرويضة من (بلاد العرض غرب العارض) وغنم منهم غنائم كثيرة ثم رجع إلى وطنه.
- عام 989 هـ الشريف ومعركة مع بني خالد، وذلك أن الشريف حسن بن رمى شريف مكة خرج إلى نجد بجيش كثيف وفتح الخرج ونواحية وفي طريق عودته اشتبك مع بعض بوادي بني خالد فأنتصر عليهم بعد معركة غير متكافئه حيث أن شريف مكة قدم بصحبته أعداد كثيرة مقابل أن جيش بنو خالد عددهم اقل بكثير من الآخر.
- عام 1081 هـ استولي على الأحساء براك بن غرير بن عثمان آل حميد من بني خالد ولما استقر الملك له جعل محل إقامته بلد المبرز وبنى قصراً فخماً يعرف موضعدة الآن بالقلعة إلا أن العامة يبدلون القاف جيم ويقولون الجلعة وهو السوق الذي يُباع فيه التمر في الوقت الحاضر وبنى بِجانب القصر مَسجِداً يُعرف بِمسجد براك إلى الآن.
- عام 1081 هـ وقائع على الضفير وآل كثير، تذكر المصادر التاريخية إن براك بن غرير ظهر من الأحساء إلى نجد وأزاح الضفير من بعض مواقعهم كما أخذ آل نبهان من آل كثير على سدوس وفي هذه السنة أيضاً وقعة هدية بين بني خالد قتل ساقان بن خلف شيخ آل مانع من بني خالد وفيها أيضاً أخذ براك بن غرير آل حميد الخالدي آل عساف من آل كثير عند الدرعية.
- عام 1090 هـ مُهاجمة براك بن غرير لبعض القبائل في نجد، إن براك بن غرير آل حميد شيخ بني خالد ورئيس الأحساء والقطيف صبح السهول على رماح وأخذهم ثم عدى على قحطان وهم على الحرملية الماء المعروف قرب القويعية لَكِنَهُم ارتحلوا من الحرملية فَتبِعهم وأدركهم في شعب الخنقة وحصل بينهُم قِتال شديد قتل فيه عدد كبير من الطرفين منهم مناور الصبيح من مشاهير بني خالد ومسافر بن علوش من مشاهير قحطان.
- عام 1096 هـ أخذوا الضفير جردة أي سرية تابعة لثتيات بن براك بن عرير آل حميد الخالدي رئيس الأحساء وبني خالد ودخل سلامة بن مرشد بن سويط شيخ الضفير مكة طالباً الفوا من أشراف مكة لأمور أخذوها عليه وأقام فيها نحو شهرين
- عام 1098 هـ ولما توفي براك ولي بعده ابنه الملك محمد وغزا آل مُغيرة وعايد وأوقع بِهُم في الموضع المعروف بالحاير موطن سبيع جنوب الرياض وقتل منهم خلقاً كثير ثم كر عَليهم صيف هذا العام وهم بحاير المجمعة ونكل بهم.
- عام 1103 هـ وقعت على بوادي زعب وذلك أن سعدون بن محمد بن براك بن عرير بعد أن تولى في بني خالد بعد مقتل أبيه غزا بوادي زعب وأخذهم وقتل عدة رجال.
- عام 1105 وقعة بين آل كثير وبني خالد وذلك أن أحد روساء بني خالد وهو نجم بن عبد الله آل عرير عدا على آل كثير في سدير ولكنهم تغلبوا عليه وحاصرروه في بلد العطار.
- عام 1110 هـ غزو الضفير والفضول قام سعدون بن محمد بغزو الضفير والفضول بالموضع المُسمى البتراء قرب نفوذ السر فقتلهم وأخذ أموالهم.
- عام 1118 هـ أخذه شمر على ركاك قال ابن ربيعة وأخذ سعدون آل عرير الخالدي شمر لم عند ركاك. وفي هذه السنة أخذ دجين بن سعدون آل زراع وطردوا عُنيزة ابن صويط عن سدير ثم جرى بين عنزة والضفير وقعة في الخضار عند الدهناء وأخذ ابن صويط خيمة عبد العزيز الشريف.
- عام 1121 هـ غزا الظَفِير بالموقع المُسمى الحجرة.
- عام 1122 هـ مناخ بين بني خالد والضفير، مناخ بين الضفير وسعدون بن محمد آل غرير في وضاخ ونفي وقيل غير ذلك.
- عام 1127 هـ وقعة بين بني خالد والضفير، نقلاً عن كتاب فايز البدراني هذا ما نصه «قال بن ربيعة وهي سنة مناخ آل ظفير والحجاز وقتلة سعدون بن سويط. وقال الفاخري وفي سنة سبعة وعشرون ومائة والف مناخ سعدون المُحمد آل غرير لآل ظفير والحجاز وقتلة سعدون بن سلامة بن سويط والمُراد هُنا أن سعدون أل غرير قتل ابن سلامة بن سويط شيخ الضفير وليس المقتول سلامة نفسه وإنما ابنه لأن سلامة بن سويط توفي ودُفن في الجبيلة سنة 1131 هـ» انتهى
- عام 1132 هـ وقعة بين مطير وبني خالد، في هذي السنة بيتوا مطير سعدون ولم يذكر أكثر من كذا وهذا عن ابن ربيعه

### وقعة بين مطير وبني خالد
مناخ بين سعدون آل غرير وآل كثير
في هذي السنة خرج سعدون بن محمد بن غرير آل حميد، أمير الأحساء والقطيف، ومعه جنود كثيرة من الحاضرة والبادية، وقصد بادية نجد، وحاصر عربان آل كثير في العارض، ونزل عقرباء المعروفة شمال الرياض، وآل كثير في بلد العمارية، وأقام محاصرا لهم حتى هزلت مواشيهم ثم رحل عنهم إلى آخرة.
في هذه السنة خرج سعدون بن محمد بن غرير آل حميد الخالدي، ملك الأحساء والقطيف، وكانت وفاته في الجندلية الموضع المعروف في جانب الدهناء، وحصل اختلاف بعد موته بين ولديه دجين ومنيع وبين عميهما علي بن محمد بن غرير وسليمان بن محمد بن غرير عند الولاية، وقام بعض بني خالد مع أولاد سعدون، وآخرون منهم مع علي وأخيه سليمان، فتنازلوا ووقع بينهم قتال شديد، وصارت الدائرة على ولدي سعدون، وأمسكهما عمهما علي وحبسهما، واستولى على الأحساء والقطيف وقبائل بني خالد؛ انتهى.
وهناك واقعة على الفضول من بني خالد، ولكن لم يذكر المؤرخون شيئا عنها.
- عام 1139هـ؛ الضفير ينهبون الأحساء

سار ابن سويط ومعه دجين بن سعدون بن محمد بن براك آل غرير الحميد ومعهم المنتفق، وقصدوا الأحساء، فحاصرو علي بن محمد بن براك آل غرير، وقتل بينهم رجال كثير، ونهب ابن صويط قرًى بالأحساء، وصارت الغلبة لعلي عليهم، ثم إنهم صالحوه فرجعوا.
- عام 1140هـ؛ وقعة بين الشريف والضفير على ساقي الخرج

أقبل محسن الشريف أبا نمي ومعه عنزة وعدوان وغيرهم، ونوخوا ابن حلاف والذين معه من آل سعيد وآل ظفير على ساقي الخرج، وأقاموا عليه شهرا متناوخين، وظهر عليهم علي بن محمد آل غرير من الأحساء بعسكر كثير وأخذهم. وهذه وقعة الساقي المشهورة على صقر بن حلاف ومن معه.
- عام 1142هـ؛ مطير تاخذ الحجاج

وذلك أن مطير أخذوا حجاج الأحساء على موضع يقال له الحنو في أقصى عالية نجد الغربية، وكان أمير الحجاج محمد المحمادي من قبل شيخ الأحساء سليمان بن محمد بن براك بن غرير الخالدي، وقد هلك خلق كثير من الحجاج.
- عام 1146هـ؛ عتيبة في نجد

قال الفاخري: وفي سنة ست وأربعين وماية وألف حصل خطيطة من ببان إلى الوشم إلى الدجاني، واجتمعوا فيها البوادي من بني خالد وعنزة ومطير وعتيبة وسبيع وزعب وبني حسين، وذلك أنه قل الحيا، وصار ما سواها محل.
- عام 1166هـ؛ سليمان بن محمد بن براك ومحمد بن عبد الوهاب

ولما استقر الملك لسليمان بنى مسجده المعروف باسمه شرقي سوق التمر ببلد المبرز، وامتد سلطانه علي الأحساء وبواديها، وعلي نجد وبواديها، ولم يكن له في أيامه منازع، وكانت أيامه صافية، والأمن مستتبًّا، وفي أيامه ظهر الشيخ محمد بن عبد الوهاب. وقد توفي الملك سليمان بن محمد في بلد الخرج من أرض نجد سنة وافته؛ حيث إنه أحس بمؤامرات تحاك لقتله، فخرج خفية من الأحساء، وقصد بلاد الخرج؛ حيث وافته المنية هناك.
- عام 1166هـ؛ وقعة السبلة بين بني خالد والضفير

وفيها وقعة السبلة، وهو موضع معروف بين بلد الزلفى والدهناء، وهذه الوقعة على الضفير من بني خالد، وذلك أن بني خالد ساروا إليهم وقائدهم عبد الله بن محمد بن حسين آل حميد فواقعهم، وصارت على الضفير هزيمة، وأخذوا عليهم نعما كثيرة. وقيل إنها بعد دخول السابعة بن بشر.
- عام 1170هـ؛ وقعة من بني خالد على بني حسين
- عام 1172هـ؛ مسير بني خالد وغيرهم لقتال أهل الدرعية

وذلك بعد أن تولى الأمور عريعر بن دجين بعد موت سليمان بن محمد؛ حيث قاد جيشا كبيرا إلى بلاد نجد، وتحديدا إلى الدرعية، وهي مقر إمارة محمد بن سعود بن مقرن، ومركز دعوة الشيخ محمد بن عبد الوهاب، وحاصرها حصارا طويلا، ورماها بالمدافع، ولما عجز عن فتحها رحل عنها.
- عام 1183هـ

سار عسكر من بغداد سيرة وزيره عمر باشا مع بكر بيك إلى المنتفق، فوقع بينهم قتال؛ قتل عبد الله بيك، وجلا عبد الله بن محمد المانع رئيس المنتفق إلى بني خالد، وتولى فيهم فضل، وفيها وقع خلاف وحرب بين مساعد الشريف وبين بركات في مكة، ولم يدركوا آل بركات أمرًا، وصارت الغلبة لمساعد المذكور.
- عام 1188هـ؛ حصار بريدة ووفاة عريعر بن دجين

حاصر بنو خالد بريدة بقيادة عريعر بن دجين، وأخذوها عنوة، ونهبوا بيوتها، ثم ارتحلت تلك الجموع، ونزلوا الخابية في شمال القصيم، ثم مالبث عريعر أن مات في موضعه ذلك، بعد رحيله من بريدة بشهر.
- عام 1188هـ؛ بنو خالد وغزو أهل الوشم

وفيها غزا محمد بن جماز أمير شقراء وناحية الوشم بأهل الوشم، فصادفه بطين بن عريعر رئيس بني خالد، وذلك قبل أن يقتل ومعه جرور بني خالد من الجيش والخيالة، فوقع بينه وبين ذلك الغزو مقاتلة؛ قتل غالب أهل الوشم، وذلك قريب النبقية، البلد المعروف في ناحية القصيم.
- عام 1193هـ

حصار بني خالد للمجمعة، وذلك أن أهل الزلفى استعانوا بسعدون بن عريعر لمهاجمة المجمعة التي دخلت في ولاية الدرعية، فسار سعدون ببني خالد، والتقى بأهل حرمة وأهل الزلفى، وحاصر المجمعة حصارا شديدا، ولكن أهلها ثبتوا حتى وصلهم المدد من بلد جلاجل وأهل العارض، ثم انصرفت تلك الجموع المحاصرة بعد أن ملوا من الحصار وأعيتهم الحيلة.
- عام 1194هـ؛ بنو خالد يأخذون غزوًا لأهل الوشم وسدير

وذلك أن جمع بني خالد برئاسة سعدون بن عريعر التقوا، هم وغزو أهل الوشم وسدير، عند العتك شرقي سدير، فأحاطت جموع بني خالد بالغزو، وقتل سعدون غالي أهل الغزو، وكانوا أهل الوشم وسدير راجعين من غزوة للإمام عبد الله بن محمد بن سعود على الزلفى، وممن قتل في تلك الوقعة عبد الله بن سدحان أمير غزو أهل الوشم، وحسين بن سعيد رئيس بلد العودة وأمير غزو أهل سدير.
وقال ابن بشر: ثم إن سعدونا في تلك الغزوة أغار على النبطة المعروفين من سبيع، وصار عند تلك البوادي غزو أهل صرما، فحصل بينهم قتال شديد، ووقع خيل على غزو سعدون، وأسر من فرسان بني خالد رجال منهم سعدون بن خالد من شيوخ العمائر، ففدى نفسه بثلاثة آلاف أحمر.
- عام 1195هـ

صال سعدون بن عريعر وبنو خالد مع جديع بن هذال رئيس آل حبلان من عنزة على أعراب الدهامشة ورئيسهم مجلاد بن فواز، وتنازلوا وتقاتلوا وصارت الكرة على الدهامشة وأخذوا محلاتهم، ثم إن الدهامشة اجتمعوا ببوادي مطير وقصدوا عنزة وبني خالد، فالتقت الجموع واقتتلوا قتالا شديدا، فقتل من قوم سعدون بن عريعر وجديع عدة رجال، ثم رحل عنه سعدون ورجع، فقام جديع واستنجد جميع قبائل الرحيل وغيرهم من قبائل عنزة وصال بهم على مطير، واستعدوا للمناوشة والملاقاة غدوة، فحصل بينهم آخر نهارهم ذلك محاولة قتل على غير منازلة ولا استعداد للحرب، فأدال الله خيل مطير على عنزة فهزموهم، وقتل من رؤساء عنزة وفرسانهم عدة رجال؛ منهم جديع بن هذال، وأخوه مزيد، وضري بن ختال وغيرهم.

## بطون بني خالد

### الجبور
بطن من بطون بني خالد الرئيسية التي تحضَّرَ معظمها؛ حكموا منطقة شرق الجزيرة العربية سابقًا، وامتد نفوذهم إلى نجد وجزيرة البحرين وبعض عمان، وكانت لهم الزعامة المطلقة في القرن التاسع الهجري، وقد ذكرهم ابن بسام، وقال: «الجبور ذي البيت المعمور والفخر المذكور ذي الجمع الثقيل والعدد القليل والمقتدون بآبائهم، المقتبس النور من بهائهم. عمدة الضايم له الدهر المتبقي العسر باليسر، أظرف من ركب الخيل، وأشرف من غشيه الليل، هباتهم متزايدة؛ فأين معن بن زائدة، وكماتهم كالأسود يوم النزال، وعلاماتهم أشهر من بروق الخيال».
يتصل بنسبهم اليوم قبيلة القرشه؛ أبناء قريش بن أجود بن زامل بن جبر بن حسين بن ناصر بن جبر بن نبهان الخالدي، والذين ذكرهم الكريع، وقال إنهم أكثر قبائل سكاكا عددًا، ويؤلفون مع حلفائهم أكثر من نصف السكان، وبذلك؛ فقد كان لهم أثرٌ كبيرٌ في تجارة سكاكا وتطور عِمرانها، إضافة إلى إسهاماتهم في الحياة السياسية والاجتماعية؛ إذ كانت رئاسة سكاكا ومشيختها والإمرة على كل قبائلها لآل سيهان من القرشة من بني خالد، منذ القرن السابع عشر الميلادي. وينقسم القرشة اليوم إلى فرعين؛ أحدهما فرع «الضويحي»، والآخر فرع «العلي»، وقد عُرف من فرع العلي أسرتا «الكايد» و«المبارك». وكذلك يعود للجبور حاليًا جبور عمان في منطقة الخليج، والذي يعود نسبهم إلى هلال بن زامل بن حسين بن ناصر بن جبر بن نبهان الخالدي.

### المهاشير
بطن كبير من بني خالد، تحضر أفراده اليوم، وذكرهم صاحب اللمع، وقال:
يبلغ عددهم سبعة آلاف رجل كلهم أغنياء؛ أهل إبل كثيرة، ويسكنون أرض العرمة إلى أطراف الحسا والقطيف... وقد جعل مشايخ بني خالد محاصيل القطيف لهم، لما لهم من دور مؤثر في مشيخة القبيلة. ويقيم بعض منهم في القرين، غرب سيهات مع بداية القرن العاشر، وكانت القرين آنذاك بلدةً عامرة بالسكان، وكان يحكمها من المهاشير الشيخ سليمان بن ناصر المهاشير.

### آل حميد
أحد فروع بني خالد الشهيرة؛ إذ عُرِف أنه مقر الزعامة الخالدية، منذ ظهورها في شرق الجزيرة العربية، حوالي منتصف القرن العاشر الهجري. وقد استقرت رئاستهم في فترة متأخرة في سلالة عريعر بن دجين من آل حميد، فأصبح يطلق عليهم «آل عريعر»، ومن آل حميد «السحبان» الذي منهم آل عريعر. ويتصل نسب السحبان وآل عريعر بنسب الأمير عبد الرحمن بن خالد، المسمى السحاب لجوده، ابن سليمان أبي المعالي بن محمد ابن الرئيس بن جعفر المعروف بالحاج أبي علي الرئيس المنيعي بن سعيد بن حسان بن محمد بن أحمد بن عبد الله بن محمد منيع بن خالد بن عبد الرحمن بن خالد بن الوليد. وقد ذكر ترجمته صاحب الصحاح، وقال إنه صاحب نجد في القرن التاسع. وقد ذكر السحبان المانع وعدهم من رؤساء بني خالد، وقال إنهم يملكون الكويت قبل آل صباح.

### العماير
بطن من بطون قبيلة بني خالد، من سلالة المهاجر بن خالد بن الوليد؛ كانوا من أوائل فروع بني خالد التي أقامت بمنطقة القطيف. قضَوا على حكم العيونيين في المنطقة وحكموا فيها، وامتد حكمهم إلى البصرة وعمان وجزيرة جروان في الخليج وغالبية نجد، واستمر حكمهم في المنطقة لأكثر من قرنين، وقد تناوب على الحكم أمراء؛ مثل الشيخ راشد بن عمير بن عقيلة بن نباتة بن عامر.
وقد ذكرهم صاحب اللمع، وقال: يبلغ عددهم أربعة آلاف؛ منهم قدر ألف يداه حضرهم يسكنون جنة وأبو علي وبقية أرض العدان إلى بلبول أيام الصيف، ومن هؤلاء من له سفن يستعملها في الغوص أيام الصيف، وأرضهم البحرية كثيرة اللؤلؤِ، ومنهم من له سفن يسافر بها إلى البحرين والزبارة والكويت، فإذا جاء وقت الشتاء جروا خشبهم على البر، وأخذوا مواشيهم فأبدوا، وهكذا عادتهم على مرور السنين، وهم اليوم أيضًا كذلك، ويسكنون جنة وأبو علي، وبعض منهم له أملاك نخل في القطيف وتاروت، ولهم فروع؛ من أشهرها آل حسن وآل خالد وآل رزين وآل شاهين والذوادوة.

### العمور
بطن صغير من بني خالد، وصفة البسام وقال:«العمور ذي الهبات الغمور، والطعن المشهور، البحر الزاخر في الحرب، وفخر المفاخر؛ لهم عند الطعن والضرب أقرب للجميل من عين إلى جفن، وأبعد عن اللوم من مصر إلى عدن، تحل لهم المكرمات، وهم أهلها، ويفعلون الطيبات ويحمدوا أنفسهم على فعلها»، وقد ذكرهم الهزاع وقال: «العمور يعتبر آخر فخذ تكون في بني خالد، موطنهم المنطقة الوسطى والشرقية والمنديل من أسر هذا الفخذ؛ فيهم المشيخة وهي بيد ليل بن حربي بن سلمان بن هتيمي المنديل، وينقسمون إلى السلمان والغصاب والعبد الله، وهم من ذرية هتيمي بن نهار بن سلمان بن فغران بن منديل».

### الصبيح
الصبيح من أكبر بطون قبيلة بني خالد؛ يعود نسبه إلى عبد الرحمن بن خالد بن الوليد المخزومي القرشي، كانوا يقيمون في القرن الخامس للهجرة في الحجاز، ثم انضم جزء منهم مع أسر أخرى من فروع مختلفة من بني خالد لقوات عسير، التي توجهت إلى بيت المقدس لدعم صلاح الدين الأيوبي لإخراج الصليبيين، عام 583هـ، وكان ذلك بحوالي 14,000 مقاتلٍ، من قبائل مختلفة؛ منها عنزة. وقد دخل الصبيح من بني خالد فيما بعد في عنزة، إلا أن بعضًا منهم ابتعد عن عنزة وانضم إلى أسر بني خالد في الشام، والتي دخل بعض منها في قبيلة شمر. كما وصل جزء آخر من الصبيح وبعض من بني خالد من الشام أيضًا برفقة القوات التركية، عند احتلالها لمناطق البصرة والقطيف والأحساء. ويتكون بطن الصبيح من مجموعة من الفروع؛ من أشهرها المخاصم «مخزوم» و«آل كتب»، المعروفون سابقًا بالضبيبات ومياس الذين منهم آل بوعينين في الجبيل وقطر والبحرين وبنو كتب في الذيد، وكذلك بنو كتب في عمان. والظهيرات الذين منهم فرع «آل حية» و «آل زبن» و«الحميدات»، وكانوا يقيمون في السابق في الجعيمة ورأس تنورة، ثم انتقلوا إلى قطر.

### آل جناح
بطن رئيس من بطون قبيلة بني خالد من الجبور؛ جاء قسم منهم من الحجاز إلى نجد، في العقد الأخير من القرن السادس للهجرة، وأنشؤوا مدينة عنيزة، ولاتزال بالمنطقة قرية تعرف باسمهم، شمال البلد، وأهلها من آل جناح من الجبور من بني خالد. وينتشر أفراد آل جناح في عنيزة ونواحيها، وفي القويعية وبريدة وغيرهما. ويتفرع بطن آل جناح إلى فخوذ؛ منها «المطرودي» و«التركي» و«الخويطر» وغيرهم، ونخوتهم «ضناهبس» ووسمهم «الحية».

### الدعوم
من البطون الرئيسة من بني خالد؛ جاؤوا من الحجاز إلى نجد، مع بداية القرن السابع، وأقاموا في منطقة القصيم ومنها تفرقوا. وأشهر الفخوذ التي تنتمي لهذا البطن «البليهد»، وتنتشر أسر البليهد في القراين والقصيم، فيهم علماء وأدباء ومؤرخون؛ منهم المؤرخ المعروف محمد بن عبد الله البليهد، و«السيايرة»، وفيهم إمارة الدعوم، ومن أبرز أمرائهم أمير القصب؛ الشاعر جبر بن سيار بن حزمي الخالدي، المتوفَّى سنة 1120هـ.